# Benque
Benque – miejscowość i gmina we Francji, w regionie Oksytania, w departamencie Górna Garonna.
Według danych na rok 1990 gminę zamieszkiwało 170 osób, a gęstość zaludnienia wynosiła 15 osób/km² (wśród 3020 gmin regionu Midi-Pireneje Benque plasuje się na 893. miejscu pod względem liczby ludności, natomiast pod względem powierzchni na miejscu 992.).